# 에어버스 A318
에어버스 A318(Airbus A318)은 A320 시리즈 중 가장 작은 여객기이며, 에어버스 A320 파생형이다. A318은 107 ~ 132 명의 승객을 태우고 최대 범위는 3,100nmi (5,700km; 3,600 마일)이다. 항공기의 최종 조립은 독일 함부르크에서 열렸다.
항공기는 다른 모든 에어버스 A320 제품군 변형과 공통 유형 등급을 공유 하므로 기존 A320 제품군 조종사가 추가 교육 없이도 항공기를 비행할 수 있다. 가파른 접근 작전을 위해 유럽 항공 안전국 (European Aviation Safety Agency)에서 인증 한 가장 큰 상용 항공기로 런던 시티 공항과 같은 공항에서 비행할 수 있었다.
A318은 2003년 7월 프론티어 항공과 함께 서비스를 시작했다. 다른 에어버스 A320 제품군 변형과 비교할 때, 주문서가 현재 비어있는 80대의 항공기에 대한 총 주문이 소량으로 판매되었다. 현재 프론티어 항공에서는 모두 퇴역했다. 또한 안전성이 우수하다. 현재 에어 버스 A320 제품군과 관련된 118 건의 사고 중 A318과 관련된 사례는 없다. 2019년 1월 기준으로 에어 프랑스는 에어 버스 A318의 최대 운영자였다.

## 개발

### 배경
A320 항공기 제품군의 첫 번째 구성원은 1984년 3월에 프로그램이 시작된 후 1987년 2월 22일에 처음으로 비행 한 A320 이었다. 곧 확장 된 A321 (1994년 첫 배송)을 포함하도록 확장되었으며 A319는 단축되었다. (첫 배달 1996), 그리고 더 단축 된 A318 (첫 배달 2003). A320 제품군은 사이드 스틱 제어 뿐만 아니라 디지털 플라이 바이 와이어 비행 제어 시스템 의 상용 항공기에서 사용을 개척했다.
Airbus A318 프로젝트는 중국, 싱가포르 및 유럽 제조업체 간의 협력에서 시작되었다. 1997년 5월 자크 시라크 프랑스 대통령 이 중국을 방문하는 동안 중국 항공 (AVIC), 싱가포르 항공 우주국 (STAe), 에어 버스 및 알레 니아는 100석 규모의 항공기 개발에 대한 기본 계약을 체결했다. 잠정적으로는 AE31X 프로그램으로 불렸으며, 글로벌 산업 프로그램 외에도 중국-유럽의 상업 관계를 심화시켰다.
24개발 비용이 20 억 달러 이상으로 추정되는 AVIC는 프로젝트 지분 46 %, STAe 15 %, Airbus Industrie Asia 39 %를 보유하고 있는데, 후자는 Airbus와 Alenia로 구성된다. 24 중국에서 최종 집회가 열렸을 것이다.
이 프로젝트는 탐사 단계를 거치지 않았다. AE316과 AE317의 두 가지 클린 시트 디자인으로 구성되었다. AE316의 길이는 31.3 미터 (102 피트 8 인치)이고 AE317은 34.5 미터 (113 피트 2 인치)였다. : 39 두 가지 변형의 표준 버전은 최대 버전의 이륙 중량이 작은 버전의 경우 49.9 t (110,000 lb)이고 AE317의 경우 54.2 t (119,000 lb)였으며 BMW 롤에 의해 구동되었다. Royce , CFM International 또는 Pratt & Whitney 터보 팬 엔진. : 39범위와 엔진 출력이 더 큰 총 중량 버전이 있었지만 두 표준 변형 모두에 대해 범위는 3,700km (2,000nmi)로 정산되었다. 39 AE316과 AE317은 각각 5 인승 좌석에 최대 105 명과 125 명의 승객을 앉혔다. 둘 다 A320 제품군과 유사한 비행 데크 및 플라이 바이 (fly-by-wire) 비행 제어 시스템을 공유한다.
1997년에 실시된 시장 조사에 따르면 항공사는 70-80 석 범위의 소형 항공기를 원했다. 프로젝트가 진행되면서 중국 측과 에어 버스 사이에 의견 차이가 증가했다. 중국은 원래 예상했던 것보다 더 큰 항공기를 원했다. 또한 기술 이전 및 생산 작업 공유에 대한 협상으로 인해 어려움이 있었으며 비즈니스 사례가 약했다. STAe, 이전에 프로젝트 수익에 대한 의문을 표명 한 1998년는 AIA와 AVIC 간의 합의에 실패한 프로젝트에서 철회했다. 에어 버스와 AVIC는 그해 7 월 프로젝트를 취소 할 예정이다.

## 같이 보기
- 에어버스 A220
- 에어버스 A319
- 에어버스 A320 패밀리
- 보잉 717
- 보잉 737 넥스트 제너레이션
- 봄바디어 CRJ700 시리즈
- 엠브라에르 E-Jets
- 포커 100
- 수호이 슈퍼제트 100
- 야코블레프 Yak-42
- 에어버스 코어포레이트 제트